# Kraftuttag

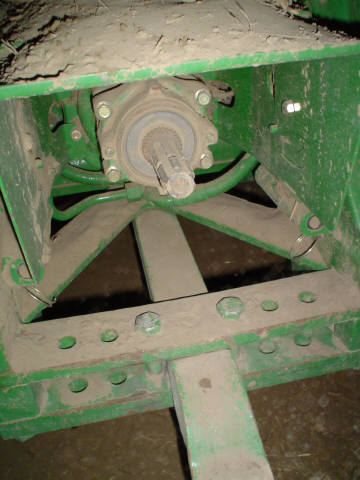
Kraftöverföringstapp på en traktor

Kraftuttag (också Power Take-Off, PTO) är en anslutningspunkt där ett hjälpsystem kan kopplas till ett fordons drivlina på en in- och urkopplingsbar roterande axel främst avsedd att driva bogserat redskap via så kallad kraftöverföringsaxel.
Kraften överförs från en axel antingen kopplad till utgående axel på växellåda eller motor.  Ett exempel är det system som vanligen sitter på jordbrukstraktorer, som gör det möjligt att driva påkopplade redskap (till exempel slåttermaskiner och rotorharvar) via en kraftöverföringstapp. 
Kraftuttag är vanligt förekommande i olika lastbilsapplikationer för att driva olika sorters påbyggnadsutrustning såsom till exempel betongblandare, betongpump eller en hydraulpump som i sin tur driver en hydraulmotor eller hydraulcylinder till ett tippbart flak eller till exempel lyftkranar och stegar, med flera. Kraftuttag driver även vattenpumpar till brandbilar, snöslungor samt ett antal olika maskiner i entreprenadmaskiner, skogsmaskiner och jordbruksredskap. Andra exempel är militärfordon som tex "Valpen" där en vinsch kopplats till växellådan, en så kallad PTO-vinsch, till skillnad från hydrauliska och elektriska vinschar.

## Kraftöverföringsaxel

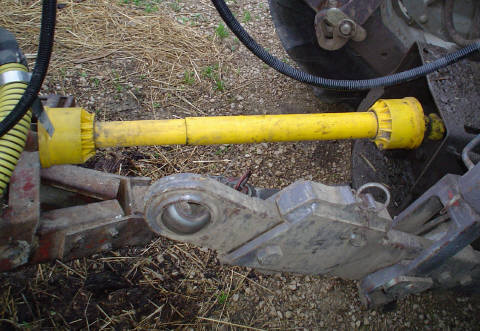
Kraftöverföringsaxel inkopplad mellan traktor och redskap.

En kraftöverföringsaxel består av två stjärnformade stålprofiler som är inskjutna i varandra. Profilerna har i den fria ändan en vinkelknut med en låsanordning som passar till kraftuttaget på traktorn eller på maskinens tapp. Axelns konstruktion, med instuckna profiler och vinkelknutar, medger att traktorns och maskinens inbördes positioner kan tillåtas variera i viss mån även medan axeln används.  
Kraftöverföringsaxeln är inkapslad i ett gulfärgat plasthölje som har öppningar för att möjliggöra åtkomst av vinkelknutarnas smörjnipplar. Plasthöljet förankras med en liten kedja eller dylikt för att förhindra att inkapslingen snurrar med axeln och därvid riskera insnärjning av kläder med mera. Användning av kraftöverföringsaxlar med defekta eller obefintliga plastskydd kan vara livsfarligt om man fastnar i den med ett klädesplagg. Många arbetsolyckor inom jordbruket sker på detta sätt.
En del axlar har finesser som överbelastningsskydd (till exempel med så kallade smatterkoppling) och särskilda vidvinkelknutar som medger att axeln kan användas i mer extrema vinklar. 
- Wikimedia Commons har media som rör Kraftuttag.